# Голландский фронтон

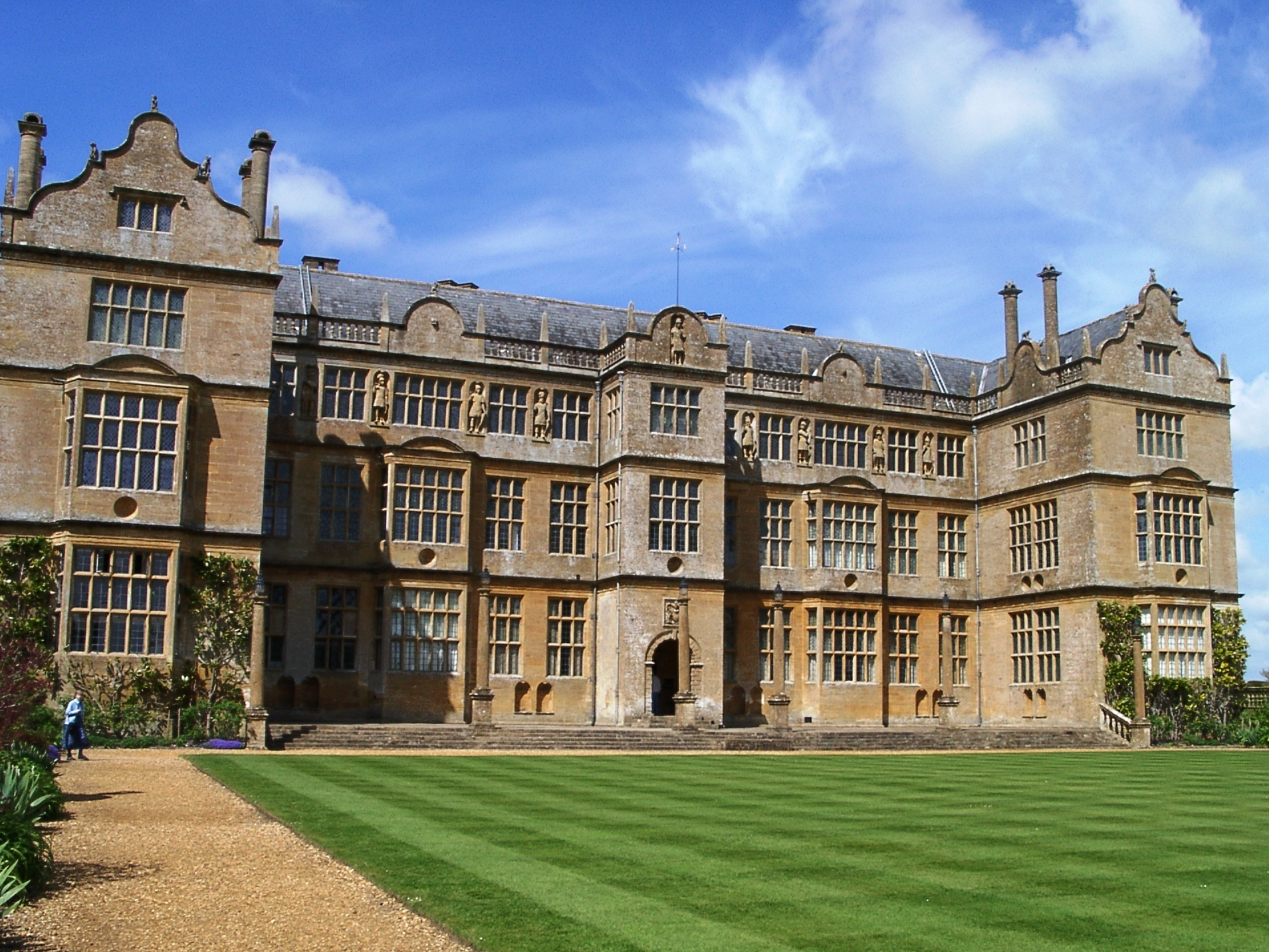
Монтакьют-хаус, апрель 2002 года

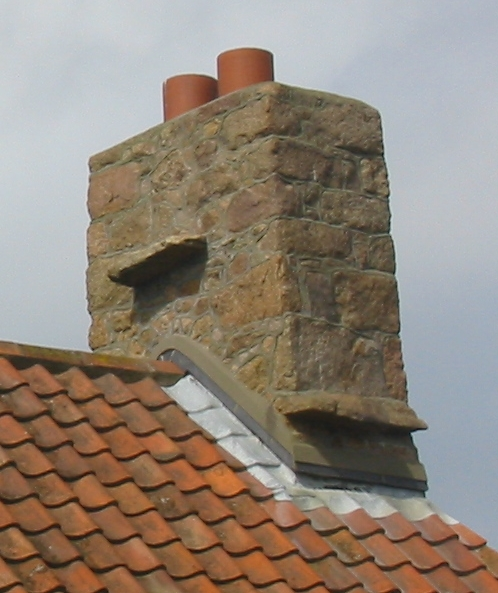
Дымовая труба на крыше дома на острове Джерси

Это статья о типе фронтона c изгибами и верхней частью классической формы. О крыше с малыми фронтонами выше вальмы читайте в статье: Голландская двускатная крыша.
Голландский (фламандский) фронтон (нидерл. Rolwerkgevel) — фронтон с боковыми сторонами из одного или нескольких изгибов, и навершием близким к классической треугольной, реже — полукруглой, форме. Это может быть полностью декоративный архитектурный элемент, выступающий над плоским участком крыши, или край фасада, обычный фронтон. В некоторых зданиях сочетаются оба варианта.
Несмотря на наличие формального определения, понятие «голландский фронтон» могут трактовать более свободно, но не смешивая со «ступенчатым фронтоном». В США и Австралии «голландским фронтоном» могут назвать и обычную двускатную крышу.
Голландский фронтон — характерный элемент архитектуры эпохи Возрождения, который проник в северную Европу из «нижних земель» — Фландрии, Голландии, других территорий, принадлежавших историческим Нидерландам.
В Англии фронтон появился во второй половине XVI века. Позже голландский фронтон с плавными изгибами стал частью стиля «барокко».
Примеры зданий с этими архитектурными элементами можно встретить во многих исторических европейских городах.
Иногда это отдельные здания, как, например, в Британии — Монтакьют-хаус, особняк елизаветинской эпохи в Южном Сомерсете, который построили для сэра Эдуарда Фелипса, или Атлон-хаус, викторианский дом на севере Лондона.
Иногда — целые районы или существенная часть городской застройки. Например, в Потсдаме часть Голландского квартала — 150 домов из красного кирпича с крутыми голландскими фронтонами. В Брюгге подобная архитектура также типична. Голландские поселенцы привезли свою архитектуру в Южную Африку. Адаптированный к Западно-Капской провинции стиль стал известен как кейп-голландская архитектура.
Конструкция голландского фронтона требует тщательной гидроизоляции примыкания кровли к внутренней поверхности стены. В современной архитектуре это осуществляется планками примыкания или фартуком с применением герметика. Исторически защиту стыков от воды осуществляли окладами (на фотографии справа — дымовая труба в Джерси, Нормандские острова).

## История
Голландские фронтоны появились в Южных Нидерландах, во Фландрии. Оттуда они быстро распространились по всей территории исторических Нидерландов, а также в немецкоговорящих частях Священной Римской Империи. Через сеть городов бывшего Ганзейского союза голландский фронтон проник во всю Северную Европу до стран Балтии.
Успех антверпенской маньеристской архитектуры и распространение изменяющихся вариаций маньеризма — арисанского и северного, производных от итальянского маньеризма — стало причиной быстрого успеха голландских фронтонов от стран Балтии до Англии во второй половине XVI века.
Голландский фронтон — это эволюция ступенчатого фронтона, часто встречающегося в архитектуре Средневековья и Возрождения серверных регионов. Вклад в изменения форм и развитие этого типа фронтонов внесло использование волютов. Волюты в первой половине XVI века использовались как элементы орнамента, добавляемые на ступени фронтона, но в эпоху маньеризма и барокко завитки заняли все пространство, заменив собой ярусы ступенчатого фронтона и придав ему новую форму.
Влияние итальянского Ренессанса в виде завитков и изгибов соединилось с архитектурными традициями Северной Европы. Это сочетание заменило ступенчатые фронтоны с лиственными мотивами и изгибами поздней готики.

## Часовой фронтон
Часовой фронтон (нидерл. klokgevel), также известный как голландский часовой или шейный — фронтон или фасад с декоративным элементом формы, характерной для традиционной голландской архитектуры. Верхняя часть фронтона по форме повторяет поперечное сечение церковного колокола.
Этот элемент архитектуры чаще использовали в относительно узких домах, где ширину помещения занимали два или три окна.
Часовые фронтоны были популярны в Нидерландах в XVII и XVIII веках. Более ранние версии были, как правило, ниже и в оформлении декоративных элементов использовали цветочные и фруктовые мотивы. Фронтоны, выполненные в XVIII веке, обычно украшали орнаментом в стиле Людовика XV с дополнительными украшениями помимо цветов и фруктов.
Также часовые фронтоны, как вид голландского фронтона, распространены в кейп-голландской архитектуре, на территории Западно-Капской провинции Южной Африки.